# Kazimierz Stanisław Leszczyński
Kazimierz Stanisław Leszczyński vel Stanisław Leszczyński, ps. „Czarny” (ur. 27 sierpnia 1926 w Liśniku Dużym, zm. 15 marca 2017 w Lublinie) – polski wojskowy i artysta, pułkownik; założyciel, dyrektor, kierownik artystyczny i choreograf Zespołu Tańca Ludowego Uniwersytetu Marii Curie-Skłodowskiej w Lublinie (1953–2009).

## Życiorys
Od września 1941 był żołnierzem Batalionów Chłopskich (w obwodzie II – gmina Kraśnik, Okręg IV) mjr Bolesława Resztaka. W 1944 uczestniczył w Akcji „Burza” Armii Krajowej.
Po wojnie ukończył studia w Akademii Wychowania Fizycznego w Warszawie (1952), od 1953 pracował w Centrum Kultury Fizycznej Uniwersytetu Marii Curie-Skłodowskiej w Lublinie. W 1953 założył Zespół Tańca Ludowego UMCS, którym kierował do 30 września 2009. Zespół ten pod jego dyrekcją odbył ponad 300 wyjazdów do 56 krajów świata na 5 kontynentach.
Leszczyński był też inicjatorem Międzynarodowych Lubelskich Spotkań Folklorystycznych w Lublinie i Poleskiego Lata z Folklorem we Włodawie, założycielem Zespołów Tańca Ludowego, m.in. „Gracja” (1965), Ziemi Chełmskiej, Kraśnik, Akademii Medycznej i PSS Społem w Świdniku, twórcą (1975) i kierownikiem Studium Folklorystycznego dla Instruktorów Zespołów Polonijnych Towarzystwa Polonia (później Stowarzyszenia „Wspólnota Polska”). W latach 1975–1979 był wicedyrektorem Polonijnego Centrum Kulturalno-Oświatowego w Lublinie, a przez dwie kadencje radnym Miejskiej Rady Narodowej w Lublinie (1984–1992).
Był członkiem Polskiej Sekcji Międzynarodowej Organizacji Festiwali Folklorystycznych jako ekspert od spraw folkloru, Światowej Organizacji Folklorystycznej IOV, a także Klubu Kawalerów Orderu Wojennego Virtuti Militari, Stowarzyszenia Szarych Szeregów, Stowarzyszenia Byłych Żołnierzy Batalionów Chłopskich i Stowarzyszenia Synów Pułku.
Pochowany na cmentarzu komunalnym na Majdanku w Lublinie (kwatera S1J2-7-11).

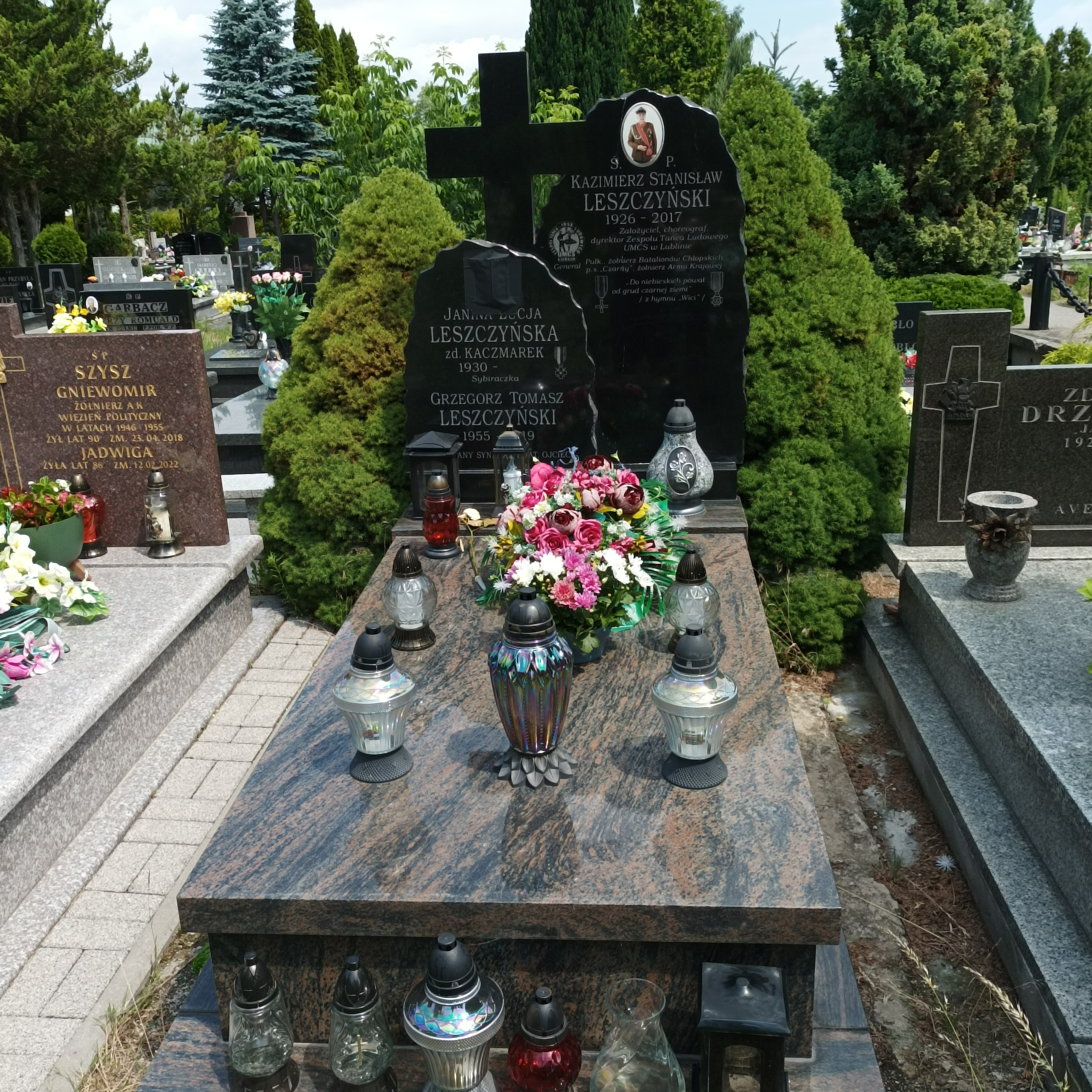
Grób Kazimierza Stanisława Leszczyńskiego na Cmentarzu Komunalnym na Majdanku w Lublinie

## Publikacje
Jest autorem opracowań książkowych (pod imieniem Stanisław):
- Pieśni i tańce lubelskie (współautor Aleksander Bryk): Wydawnictwo Lubelskie, Lublin 1970
- Tańce lubelskie: Polonijne Centrum Kulturalno-Oświatowe, Lublin 1976
- Tańce lubelskie (wyd. 2 uzup. w wersji polsko-angielskiej), Polonijne Centrum Kulturalno-Oświatowe, Lublin 1977
- Tańce lubelskie (wyd. 3 uzup. w wersji polsko-francuskiej), Polonijne Centrum Kulturalno-Oświatowe Uniwersytetu Marii Curie Skłodowskiej, Lublin 1980
- Polski folklor obrzędowy i taneczny: wybór dla instruktorów (współautor Janina Leszczyńska), Polonijne Centrum Kulturalno-Oświatowe Uniwersytetu Marii Curie-Skłodowskiej, Lublin 1983
- Tańce lubelskie (w wersji polsko-angielskiej), Polonijne Centrum Kulturalno-Oświatowe, Lublin 1986
- Folklor zawsze żywy (współautor Janina Leszczyńska), Fundacja Pomocy Szkołom Polskim na Wschodzie im. T. Goniewicza, Lublin 1996

## Odznaczenia i wyróżnienia
Ordery i odznaczenia według rangi
Państwowe:
- Srebrny Krzyż Orderu Virtuti Militari (zweryfikowany w 1994)
- Krzyż Wielki Orderu Odrodzenia Polski (2003)[5]
- Krzyż Komandorski z Gwiazdą Orderu Odrodzenia Polski (1993)
- Krzyż Komandorski Orderu Odrodzenia Polski (1983)
- Krzyż Oficerski Orderu Odrodzenia Polski (1978)
- Krzyż Kawalerski Orderu Odrodzenia Polski (1973)
- Krzyż Walecznych (zweryfikowany w 1993)
- Złoty Krzyż Zasługi z Mieczami (zweryfikowany w 1995)
- Srebrny Krzyż Zasługi (1968)
- Złoty Medal za Długoletnią Służbę (2010)
- Krzyż Batalionów Chłopskich (1989)
- Krzyż Armii Krajowej (1995)
- Krzyż Partyzancki (1948)
- Medal Zwycięstwa i Wolności 1945 (1967)
- Medal za Warszawę 1939–1945 (1971)

Resortowe:
- Odznaka „Zasłużony Działacz Kultury” (1965)
- Złota Odznaka „Zasłużony Działacz Kultury Fizycznej” (1965)
- Odznaka Grunwaldzka (1968)
- Brązowy Medal „Za zasługi dla obronności kraju” (1968)
- Medal Komisji Edukacji Narodowej (1975)
- Złoty Medal „Za Zasługi dla Pożarnictwa” (dwukrotnie: 1993 i 2001)
- Srebrny i Złoty Medal „Zasłużony Kulturze Gloria Artis” (2008 i 2013)[6]
- Medal „Pro Patria” (2012)

Regionalne:
- Odznaka „Za zasługi dla Lubelszczyzny” (1969)
- Złota Odznaka Honorowa Zasłużonemu dla Lublina (1970)
- Medal Jubileuszowy XXV–lecia Miasta Świdnika (1975)
- Odznaka „Za zasługi dla województwa radomskiego” (1982)
- Odznaka „Za zasługi dla województwa chełmskiego” (1983)
- Odznaka „Za zasługi dla województwa bialskopodlaskiego” (1983)
- Odznaka „Zasłużony dla województwa tarnobrzeskiego” (1983)
- Odznaka „Za zasługi dla województwa zamojskiego” (1988)
- Odznaka Honorowa Zasłużony dla Województwa Lubelskiego (2013)

Kombatanckie:
- Odznaka pamiątkowa Akcji „Burza”
- Kombatancki Krzyż Zasługi (1997)
- Krzyż Walki o Niepodległość (1977)
- Odznaka za zasługi dla ZKRPiBWP (1997)
- Medal Okolicznościowy z okazji 80–lecia ZIWRP (1999)
- Kombatancki Krzyż Zasługi (SPK, 2010)
- Honorowy Krzyż za wybitne zasługi dla ZIWRP (2012)
- Odznaka z okazji 70 lat Batalionów Chłopskich (2010)
- Krzyż 95-lecia Związku Inwalidów Wojennych RP (2013)

Pozostałe:
- Złota Odznaka Zrzeszenia Studentów Polskich (1965)
- Złota Odznaka ZNP (1968)
- Medal „Nauka w Służbie Ludu” (1974, Senat UMCS)
- Złota Odznaka „Zasłużony Działacz LOK” (1981)
- Medal za Zasługi Zarządu Głównego Polskiego Związku Kulturalno-Oświatowego w Czeskim Cieszynie (2001)
- Odznaka honorowa ZIW (1976)
- Odznaka „Zasłużony Popularyzator Wiedzy-TWP” (1972)
- Złota Odznaka AZS W-wa (1977)
- Srebrna Odznaka AZS W-wa (1972)
- Złota Honorowa Odznaka Związku Młodzieży Wiejskiej (1973)
- Order Suwerenności Świętego Stanisława, Krzyż Komandorski z Gwiazdą (Londyn, odzn. prywatne, 1995)
- Srebrny Medal „Za zasługi dla Ligi Obrony Kraju” (1996)
- Medal „Serce dla Serc” (1997)
- Złota Odznaka Zasłużonego dla Towarzystwa Miłośników Lwowa i Kresów Południowo-Wschodnich (1999)
- Medal „Za zasługi dla Ruchu Ludowego” im. Wincentego Witosa (1999)
- Honorowa Odznaka od Rektora Uniwersytetu Przyrodniczego w Lublinie (2011)
- Order Świętego Stanisława klasy II, Krzyż Komandorski z Gwiazdą – CSStS Krzyż w Koronie (odzn. prywatne, 2011)
- Honorowy Członek Stowarzyszenia Miłośników Ziemi Krośnieńskiej (2011)
- Porcelanowy Krzyż za Zasługi dla Klubu Żołnierzy Rezerwy
- Krzyża za Zasługi dla KŻR LOK (2013)
- Srebrny Krzyż Międzynarodowego Korpusu Św. Łazarza (2013)
- Odznaka Honorowa za zasługi dla Lubelskiej Organizacji Wojewódzkiej LOK (2013)

Inne wyróżnienia:
- Honorowe obywatelstwo miejscowości: Selçuk, Rexburg, Vigneulles les Hattochatel, Włodawy, Sawina, Gościeradowa i Rytwian
- Ambasador Województwa Lubelskiego (2012)
- Brygadier General CSLI of Honour (Wiedeń, 2013)
- Dyplom Honorowy Kawalera Orderu Polonia Mater Nostra Est (2014)
- Honorowy członek Zespołu Regionalnego „Wisła” w Wiśle i Rodziny Katyńskiej.